# El hombre del saco (juego)

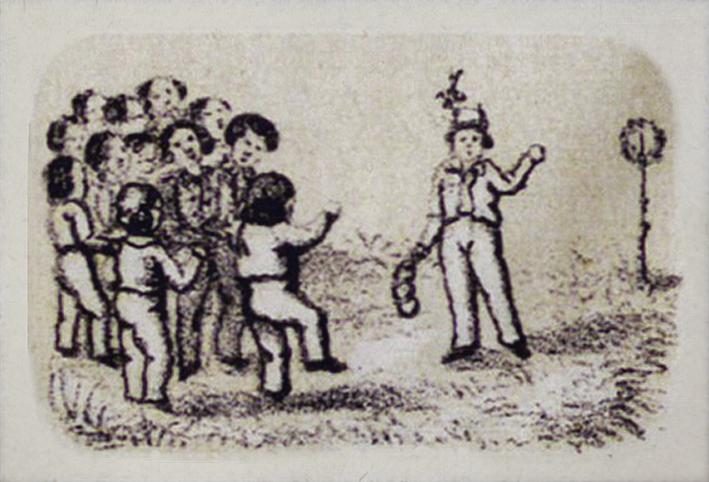
Ilustración del juego "El hombre del saco", elaborado alrededor del año 1860.

El hombre del saco o ¿Quién teme al hombre del saco? es un juego tradicional alemán para niños. El juego ya fue descrito en 1796 por Johann Christoph Friedrich Gutsmuths.

## Descripción
El juego del hombre del saco tiene lugar en un patio o en un gran espacio abierto. Los jugadores se colocan en un lado de la pista, excepto un niño que se coloca en el lado opuesto al de los demás y se hace pasar por "El hombre del saco".
Cuando grita "¿Quién tiene miedo del hombre del saco?", los jugadores responden "¡Nadie!" y empiezan a correr, cruzando el campo e intentando llegar a la zona contraria. A su vez, el hombre del saco corre en dirección contraria tratando de atrapar al mayor número de jugadores posible. Los jugadores atrapados también se convierten en asistentes del hombre del saco.
En la siguiente ronda, cogidos de la mano, formarán una cadena junto al hombre del saco y le ayudarán a atrapar a otros jugadores: pero sólo los niños del final de la cadena podrán hacerlo. Los niños seguirán corriendo hasta que sólo quede un niño libre, que será el ganador.

## Diálogo detallado
El hombre del saco: ¿Quién teme al hombre del saco?

Jugadores: ¡Nadie!

El hombre del saco: ¿Pero que hacemos si lo vemos?

Jugadores: ¡Correr!